# Richard Dixon Oldham
Richard Dixon Oldham fue un sismólogo inglés nacido en 1858, hijo de otro sismólogo sucesor de Robert Mallet, Thomas Oldham.
En 1900, Richard Dixon Oldham usando registros del sismo de Assam, India, de 1897, clasifica los tremores preliminares (es decir los pequeños movimientos antes de la trepidación grande) dentro de dos fases, las cuales identificó con las ondas longitudinales y transversales y la trepidación principal la asoció erróneamente a las ondas superficiales. Esto fue desechado posteriormente mediante la medición de la trayectoria de las partículas que divergía de la teoría de Rayleigh. Falleció el 15 de julio de 1936.

## Algunas publicaciones
- Oldham, R. D., (1899) “Report on the great earthquake of 12th june 1897”, Mem. Geol. Survey India, Vol 29 pp, 1-379.
- Oldham, R. D., (1906), “The Constitution of the Earth, as revealed by earthquakes”, Quart. Journ. Geol. Soc., London, Vol. 62, pp. 456-475.